# Lista monumentelor istorice din județul Prahova - R

Simbol utilizat pentru monumentele istorice

Lista monumentelor istorice din județul Prahova - R cuprinde monumentele istorice înscrise în Patrimoniul cultural național al României și aflate în localități din județul Prahova al căror nume începe cu litera R. 
Lista completă este menținută și actualizată periodic de către Ministerul Culturii, Cultelor și Patrimoniului Național din România, prin intermediul Institutului Național al Patrimoniului, ultima versiune datând din 2015. Această listă cuprinde și actualizările ulterioare, realizate prin ordin al ministrului culturii.
Puteți căuta un monument din județul Prahova folosind formularul de mai jos sau puteți naviga prin toate monumentele din județ la lista monumentelor istorice din județul Prahova.
| Cod LMI                          | Denumire                      | Localitate                       | Localizare                       | Datare, Creatori                              | Imagine               | Erori             |
| -------------------------------- | ----------------------------- | -------------------------------- | -------------------------------- | --------------------------------------------- | --------------------- | ----------------- |
| PH-I-s-B-16205 (RAN: 130598.01)  | Necropolă de incinerație      | sat Românești; comuna Bărcănești | La fostul CAP 44.86639°N 26.07°E | Hallstatt târziu, Cultura Ferigile - Bârsești | Încarcă foto \| video | Raportează eroare |
| PH-II-m-A-16604 (RAN: 135039.01) | Biserica „Sf. Nicolae”        | sat Râfov; comuna Râfov          | 22 44.87259°N 26.13018°E         | 1742                                          |                       | Raportează eroare |
| PH-II-m-A-16605                  | Conacul Costache Cantacuzino  | sat Râfov; comuna Râfov          | 30 44.87228°N 26.12818°E         | 1750                                          | Alte imagini          | Raportează eroare |
| PH-IV-m-B-16921                  | Cruce de pomenire, din piatră | sat Rahova; comuna Podenii Noi   | Lângă biserică                   | 1812                                          | Încarcă foto \| video | Raportează eroare |